# ルーイー・ナン
ルーイー・ブローディ・ナン（英: Louie Broady Nunn、1924年3月8日 - 2004年1月29日）は、アメリカ合衆国の政治家、弁護士である。1967年から1971年まで第51代ケンタッキー州知事を務めた。伝統的に民主党が優勢なケンタッキー州にあって、1947年に退任したシメオン・ウィリス以来20年振りの共和党知事であり、ナンの後は2003年にアーニー・フレッチャーが当選するまで30年以上共和党知事はいない。
第二次世界大戦で非戦闘部門の軍務を終えた後、法学校を卒業したナンは法律実務を始め、ケンタッキー州バーレン郡では初の共和党郡判事になった。ジョン・シャーマン・クーパー、サーストン・モートン、ドワイト・D・アイゼンハワーなど全国レベルの共和党候補者の選挙運動で働いた。1963年ケンタッキー州知事選挙で共和党候補となったが、民主党候補のエドワード・ブレシットに対して接戦を落とした。この選挙戦中に前任知事バート・コームズが署名したケンタッキー州の公共サービスから人種差別を無くす執行命令が大きな問題になった。ナンは当選すればこの命令を撤廃すると誓ったが、ブレシットはその継続を約束した。
1967年、ナンは再度州知事選挙に立候補した。共和党予備選挙でマーロウ・クックを破った後、本選挙では民主党のヘンリー・ウォードに辛勝した。州の選挙で選ばれる役人は民主党と共和党で分かれ、民主党員副知事ウェンデル・H・フォードと協力しなければならなくなった。ケンタッキー州議会は民主党が支配していたにも拘らず、ナンは優先事項の多くを法制化することができた。例えば州立公園体系の改善や州全体の精神医療センター・ネットワークの構築に資する増税があった。北ケンタッキー大学をコミュニティ・カレッジから上級教育機関へ移行させ、ルイビル大学を州立大学システムの中に入れさせた。その政権の後半ではルイビルでの人種暴動や、ケンタッキー大学でベトナム戦争に反対する暴力的抗議が起きて、災いされた。知事を退任した後は、1972年のアメリカ合衆国上院議員選挙でウォルター・"ディー"・ハドルストンに、1979年の州知事選挙ではジョン・Y・ブラウン・ジュニアに挑戦したが、どちらも敗北した。晩年は息子のスティーブの政治的野心を支持し、ケンタッキー州における工業用麻の合法化を提唱した。ナンは2004年1月29日に心臓発作で死んだ。

## 初期の経歴
ルーイー・ブローディ・ナンは1924年3月8日に、ケンタッキー州バーレン郡とメトカーフ郡の境にある小さな街、パークで生まれた。生まれた時の名ルーイーは父の故人となった友人から採られ、ミドルネームのブローディは母方の姓だった。父はウォラー・ハリソン・ナン、母はメアリー・ロバーツであり、その4人の息子の四男だった。ルーイーの下に女の子のバージニアがいた。ナン家は農家であり、雑貨店を経営していたが、父のウォラーは生まれつき心臓病を抱え、関節炎を悪くし、軽作業に限られる状態だった。長兄のリー・ロイは共和党で影響力ある選挙参謀かつ資金集め担当となった。
ナンはパークの教室が1つ、教師が1人の学校で最初の8年間の教育を受けた。10代のとき、農場の重い機械を持ち上げているときにヘルニアを患った。このことに父の病歴が組み合わされ、その生涯の大半に付いて回る腰痛になった可能性がある。1938年、ハイスビル高校に入学した。ボーリンググリーン実業大学で学士号を取得した。
1941年12月7日の真珠湾攻撃の後、ナンはB-17爆撃機のパイロットになれると期待して、操縦訓練を受けるためにオハイオ州シンシナティに向かった。しかし、最初の飛行訓練を終える時までに、アメリカ陸軍は航空士官候補生プログラムを中断していた。1943年6月2日、ナンは陸軍に入隊し、テキサス州フォートワース近くのウォルターズ砦で入隊時訓練を受けた。その後何度も転籍された。最初はテキサス州ウィチタフォールズに近いシェパード空軍基地駐屯だった。次に第97歩兵師団配属となり、ミズーリ州レナードウッド砦で追加訓練を受けた。最後は陸軍医療隊に転籍となったが、腰痛が悪くなり、1945年9月13日に疾病除隊となった。除隊のときは伍長になっていた。
軍隊任務の後、シンシナティ大学で法学の予科に通った。3年後、ルイビル大学法学校に入学した。このときの同級には後のアメリカ合衆国下院議員マーロウ・クックがいた。1950年に法学士号を取得した。同年9月にはケンタッキー州グラスゴーで法律実務を始めた。
1950年10月12日、ナンはケンタッキー州ボンド出身の離婚経験者ビューラ・コーネリアス・アスプレーと結婚した。この夫妻には1951年生まれのジェニー・ルーと、1952年生まれのスティーブという2人の子供が生まれた。アスプレーは最初の結婚から3人の子供を産んでいた。ナンは幼いときからのメソジストを、アスプレーとの結婚後に離れ、ディサイプルスの会員になった。

## 政歴
1953年6月17日、ナンは郡判事の共和党候補者となることを宣言し、最終的に宣言した唯一の共和党員となった。民主党の予備選挙では、挑戦者の1人が、現職が個人的な利益のためにその職を使ったと告発した。調査が行われた後、不満を抱いた民主党集団がナンを選ぶ組織を結成した。ナンは5,171 票対 4,378票という結果で民主党挑戦者を破り、民主党の強い郡で始まって以来の共和党員郡判事となった。
1956年、ナンはドワイト・D・アイゼンハワーの大統領選挙、さらにはジョン・シャーマン・クーパーとサーストン・モートンのアメリカ合衆国上位議員選挙で、州全体の選挙マネジャーを務めた。1956年、ケンタッキー州青年会議所がナンを「今年の若者」に挙げた。1957年、郡判事の再選では候補者とならなかったが、1958年、グラスゴー市の市検察官に指名された。1959年には州知事選挙に出馬することも検討したが、共和党員にとっては悪い年であると説得され、出馬しなかった。1960年のクーパー上院議員の再選、1962年のモートン上院議員の再選では選挙運動をうまく取り仕切った。1960年にはリチャード・ニクソンの大統領選挙についても、州内の運動を管理した。その選挙では民主党のジョン・F・ケネディが当選したが、ニクソンはケンタッキー州を投票率54％で制した。
ナンは1963年州知事選挙で共和党候補となった。この選挙運動中、現職知事バート・コームズが署名したケンタッキー州の公共サービスから人種差別を無くす執行命令を攻撃した。この命令は「合憲性に問題のある独裁者の布告」であると主張し、アメリカ合衆国司法長官ロバート・ケネディが指図していたと告発した。テレビに出たナンは命令書の写しを示し、「私の最初の行動はこれを廃止することだ」と宣言した。「ニュー・レパブリック」は「ケンタッキー州で最初の明白な人種差別運動を行っている」と批判した。選挙では民主党候補のエドワード・ブレシットに対して13,000票強の差で敗れた。

### ケンタッキー州知事
1967年、ケンタッキー州では久しぶりとなる共和党予備選挙で、ナンは級友のジェファーソン郡判事マーロウ・クックと対決した。ナンはクックのことを「リベラルな元ニューヨーク人」と攻撃し、支持者の中にはクックの「ユダヤ人支持者」を引き合いに出す者もいた。選挙戦に反ユダヤ主義が入ってきたことで、ジョン・シャーマン・クーパー上院議員から批判が出るようになり、クーパーはクックの支持を表明した。ナンはクーパーのカトリック教会信仰も攻撃した、この戦術は州内のプロテスタント有権者には特に効果があることが分かった。予備選挙は接戦となり、ナンがクックをかわして公認指名を得た。
次の本選挙では、民主党のヘンリー・ウォードが相手だった。この選挙戦中、ナンは民主党が政権運営の非効率さを補うために増税しようとしていると非難した。さらに民主党内の分裂にも乗じ、それまで2度州知事を務めてきた民主党員A・B・"ハッピー"・チャンドラーがナンを支持した。当時の大統領リンドン・ジョンソンに対する全国共和党の運動に密接に連動し、全国的に著名な共和党員数人をケンタッキー州に呼んで応援演説をさせた。本選挙の開票結果は 454,123 票対 425,674票でナンが制した。ただし、選挙で選ばれる州役人の半分は民主党が制しており、副知事も民主党のウェンデル・H・フォードが当選した。
州議会は民主党が支配していたが、ナンはその政策の大半を通過させることができた。選挙戦中に増税しないと公約していたにも拘らず、前任ブレシット政権で州予算に2,400万ドルの赤字が出ることが予測されると、ナンは議会を説得して自動車登録費を5ドルから12.5ドルに増額させ、州消費税も3%から5%に増税した。ナンの予算は教育、精神医療、経済開発の資金を増額させることに集中した。1970年会期では、ナンが提案した処方箋薬品を無税とし、自動車に掛かる料金を家庭内に移して使うという案は成立したが、低収入家庭のために所得税を下げ、盲者と高齢者のために税額控除を増やすという案は拒否された。
ナンはルイビル大学を州立大学システムに組み込むことを監督した。選挙戦中の公約を満たすために北ケンタッキー・コミュニティ・カレッジを、4年制州立大学システムのメンバーである北ケンタッキー州立カレッジ（後に北ケンタッキー大学）に格上げさせた。歴史家のローウェル・H・ハリソンは、これらの動きが既存の州立高等教育機関への支持を薄めさせたと言っている。また新設されたケンタッキー州教育テレビも支持した。
ナンは州立公園システムの宿泊施設を倍にさせた。バーレン川湖州立リゾート公園がナンの任期中に完成し、他にも3つの公園が計画され予算化された。州立の精神医療体系も大きく改善させた。その指導下で州全体22カ所の精神医療センターのネットワークが完成し、州内4つの心理療法病院が初めて認証された。ナンは州立の精神医療体系改革を知事として最も誇ってよい成果だと言った。しかしナンと議会の間で全てが合意されたわけではなかった。1968年会期で議会を通過した法案の4分の1にナンは拒否権を行使し、1970年会期の場合は14%に拒否権を使った。公正住宅法はナンの署名なしで法制化され、1970年度予算の場合は抗議の意味で署名を拒んだ。署名されない法案は、ケンタッキー州憲法の規定により10日後に成立する。アメリカ合衆国憲法で握りつぶしを認めているのとは対照的である。
ニクソン大統領の法と秩序哲学の支持者としてナンは、州内での暴力的抗議に州軍を出動させ鎮圧させた。1968年5月、ルイビルに州軍を派遣して、平和的な公民権行進の後におきた人種関連抗議行動を鎮圧させた。この行動は州内の公民権運動活動家に批判された。1970年5月、ナンは、ケンタッキー大学でのベトナム戦争に対する抗議行動を鎮めるために、再度州軍を派遣し、外出禁止令を発動して学年末試験を遅らせた。ケンタッキー大学での抗議行動は学内の予備役士官訓練部の建物1つを燃やすところまで拡大した。
1968年から1969年、ナンは全国知事会議の実行委員会委員を務め、1971年には、共和党知事協会の会長を務めた。「ルイビル・クーリエ・ジャーナル」はナンの政権を「概して、彼の州財政管理は健全だった…州予算の赤字に直面し、支払い能力を回復させ、健全なものにした。ナンの履歴にはスキャンダルが無い。有能な人材を選んで歳入と財政の部門にあて、その効率性が州から莫大な金を救った。」と評していた。歴史家のトマス・D・クラークは、ナンのことをケンタッキー州知事になった8人の共和党員の中で最強の者と呼んだ。

## その後の経歴
ナンは知事の任期が明けた後、レキシントンで法律実務を始めた。1972年のアメリカ合衆国上位議員選挙で民主党のウォルター・"ディー"・ハドルストンに破れた。この敗北は、リチャード・ニクソンが大統領選挙で州内で大勝したにも拘らずの敗北であり、知事であった時代に増税したことで支持率に影響したと見られた。ナンは共和党候補者のために働き続け、1975年には現職のジェラルド・フォードに挑戦するロナルド・レーガンを支援した。1979年の州知事選挙では民主党のジョン・Y・ブラウン・ジュニアに挑戦した。ナンは民主党政権で発生した過剰な支出、拡大する政府、増加した政府職員数を非難した。またブラウンのプレイボーイ的イメージも攻撃した。ブラウンは元ミス・アメリカのフィリス・ジョージと結婚していた。また納税申告書を公開しなかったことや、政府での経験が足りないことも攻撃した。このように攻撃したにも拘らず、投票結果では381,278票を獲得したに留まり、558,008票のブラウンに敗北した。これがナンにとって最後の選挙となり、その後は法律実務に戻った。
1980年代、ナンはモアヘッド州立大学とケンタッキー州立大学の理事を務めた。西ケンタッキー大学では講師を務め、1999年にはルイビル大学から傑出した卒業生賞を受けた。1980年代後半、ケンタッキー州共和党から売り出し中の指導者ミッチ・マコーネル上院議員を、他の共和党員の選挙を支援しないと批判した。マコーネルは1990年にある自信の再選にむけて集中しなければならないと主張した。1988年、ケンタッキー州共和党全国委員の地位を求めてアメリカ合衆国下院議員のジム・バニングに挑戦したが敗北した。
1994年、ナンの妻ビューラが癌で死につつある病院のベッドから、離婚の訴訟を起こした。ビューラは子供達のために資産の幾らかを保存しようとしていると主張した。メトカーフ郡判事が離婚を認めたが、ナンはその裁定に異議申し立てを行い、その後棚上げにされた。1995年にビューラが死んだときも資産の問題は決着がついていなかった。この離婚訴訟の間、息子のスティーブは母の肩を持ち、父との間に溝を作った。1994年にナンが出した手紙では、スティーブが心理的にも字義的にもルーイー・ナンや家族の他のメンバーを虐待したと記していた。この手紙は2009年に見つかった。このときスティーブは元フィアンセのアマンダ・ロス殺害容疑で告訴されていた。
1999年、ナンは息子のスティーブが出馬する可能性をなくすために、知事選への出馬を再度検討した。実際に出馬しない理由として個人と健康の問題を挙げていた。2000年、ジョン・マケイン上院議員の大統領選挙出馬を支持した。ナンは息子のスティーブと和解し、スティーブが2003年の州知事選挙に出馬したときは、彼を支持した。4人が立候補した予備選挙で、スティーブが3位になると、ナンは共和党公認となったアーニー・フレッチャーを支持し、選挙資金集めの集会を主催した。
ナンはケンタッキー州における工業用麻の合法化を提唱するようになり、「率直に言って、麻はマリファナだという意見だったので、長年麻の合法化に反対だった。私の考えには近視眼的なところがあった。私は間違っていた」と記していた。2000年、ナンは俳優ウディ・ハレルソンの無罪を確保した。ハレルソンはリー郡に来て、麻の栽培を禁じるケンタッキー州法に公然と挑戦し、麻の種を植えた。ハレルソンは後にサウスダコタ州に移動しラシュモア山の麓で、オグララ・ラコタ族の指導者に麻の俵を公然と贈呈した。ラコタ族の収穫していた麻が連邦政府薬物管理局の役人によって押収された後のことだった。
ルーイー・ナンは、2004年1月29日、バーセイルズの自宅で、心臓発作のために死んだ。これは当選したばかりのフレッチャー政権との取引で援助を求める労働組合指導者との昼食会を開いた数時間後のことだった。ハート郡のコスビー・メソジスト教会墓地に埋葬された。カンバーランド・パークウェイは2000年にルーイー・B・ナン・カンバーランド・パークウェイと改名され、バーレン川湖州立リゾート公園の主ロッジも、ナンの功績を称えて名付けられた。

## 関連図書
- “Former Governor Louie B. Nunn Dies At 79”.   WAVE (2004年1月30日). 2010年1月4日閲覧。
- Loftus, Tom (2009年9月11日). “2003: Nunn has moderate reputation in conservative GOP”. Louisville Courier-Journal 2009年12月29日閲覧。